# Calicotome villosa
Calicotome villosa — многолетнее растение семейства Бобовых. Малораспространенная декоративная культура. Ее видовое название в переводе с латыни означает «волосатый» и обусловлено опущенными плоды.

## Общая характеристика
Листопадный куст высотой 2-3 м с очень ветвистой кроной. Молодые побеги зеленые, в начале вегетации с сизоватым оттенком, старые — деревянистые, бледно-коричневые или сероватые, с глубокими продольными бороздками. Побеги обоих типов покрытые длинными острыми шипами. Листья сложные, тройчатые, могут располагаться как на побегах, так и на шипах. Листочки обратнояйцевидные, с закругленной верхушкой. Цветки обоеполые, зигоморфные, желтые, одиночные или расположены в кластерах по 2-15 штук, во время цветения густо покрывают весь куст. Околоцветник 12-18 мм длиной. Тычинок 10, из них 9 сросшихся, 1 свободная. Плод — зеленовато-серый боб, покрытый мягкими, шелковистыми, беловатыми волосками. Его длина достигает 25-50 мм, ширина составляет 5-10 мм. Бобы направлены вверх или в сторону. Семена бледно-коричневые.

## Распространение
Calicotome villosa принадлежит к средиземноморской флоре. В природе это растение растет на побережьях северо-западной Африки, Гибралтара, Андалусии (Испания), Италии, Греции, Турции, Израиля. Довольно распространена на острове Крит. Типичный биоценоз этого вида являются сухие леса, заросли кустарников типа маквис — густых или разреженных степными участками, открытые каменистые склоны (например, такие очаги зафиксированы на горе Хермон).
Вид светолюбив, относится к ксерофитам, то есть засухоустойчивых растений, зимой способен выдерживать понижение температуры до −5… −10 °C. Calicotome villosa отдает предпочтение каменистым, сухим почвам, может расти на суглинистых и песчаных. При выращивании в культуре обязателен хороший дренаж, при избытке влаги в почве, устойчивость к низким температурам снижается (эффект так называемого «вымокание»). Подобно других представителей Бобовых Calicotome villosa имеет на корнях клубеньки, в которых поселяются симбиотические азотофиксирующие бактерии. Благодаря им растение способно обеспечить себя азотистыми соединениями и не требует питательных почв.
Цветение длится с января по июль, более выраженное цветение в марте-июне. Опыляется насекомыми. В связи с теплолюбивыми свойствами выращивают растение только в странах Европы с мягким климатом.